# アラゴン方言
アラゴン方言（スペイン語：castellano aragonés,español aragonés,dialecto aragonés）とは、アラゴンで話されるカスティーリャ語の方言である。その特徴の多くはアラゴン語との接触によるものであり、以前はアラゴン語によって占められていた地域の一部を占めている。
この方言の、すでに使われていない別の名称としてbaturroがある。これらカスティーリャ語の方言は20世紀の文学や映画によって普及したが、伝統的にアラゴンの農村の範囲に結び付けられたため、baturroという名称は田舎くさい、無教養と同義語として使われる文脈において、軽蔑のニュアンスを得るに至った。

## 地理的範囲
完全に同質ではないが、口語のカスティーリャ語にアラゴン語の影響が実際に大きい地域（comarcas）をいくつか挙げることができる。
- シンコ・ビリャス
- モネグロス – アラゴン語の消滅はごく最近
- リベラ・バハ・デル・エブロ
- バホ・アラゴン – 緩い意味で、カスペやチプラナのような方言が目立つ

カスティーリャ語が到達するより前のイベリア半島東部へのアラゴン語の広がりと重要性を明確にするのは難しく、もし、カスティーリャ語化がすでに始まっていたのであれば、一般的には、チュロ方言や、ムルシア方言と言った東部方言は、アラゴンのカスティーリャ語とは異なると考えられているが、アラゴン語やモサラベ語を基層として確立されたことは疑いの余地がないことになる。

## 言語学的な記述
音声体系
特徴的なイントネーション（最終母音を伸ばし上昇調に）以外に後ろから３番目の音節にアクセントが来るのをある程度避ける(medico, cantaro, pajaro)傾向や、一般には最初の母音の調音器官を後ろの母音に近づけて母音接続を解消するという傾向を留めている。
形態
アクセントを持つ代名詞を前置詞の後に持ってくることが多い（con tú,pa tú）。縮小辞に-ete/aや-ico/aを明らかに好む。
アラゴンのカスティーリャ語は半島中央部に広がるレイスモに一般的には侵されていない。
語彙
アラゴン起源の語彙を保存していることが非常に明らかとなっており、特に田舎の仕事（農業、牧畜、狩猟）や地方の地理や現象、物や文化的な伝統に用いる語彙に見られる。